# Иван Несторов (актьор)
Вижте пояснителната страница за други личности с името Иван Несторов.
Иван Христов Несторов е български театрален актьор. Работи в драматичните театри в Силистра, Добрич и Младежкия театър в София.

## Биография
Роден е в село Тъжа община Павел Баня. Израства в град Павел баня и за първи път се докосва до театъра в казанлъшкото читалище „Искра“, където активно се развива художествена самодейност. Явява се на изпитите по актьорско майсторство във ВИТИЗ „Кръстьо Сарафов“. Първоначално е приет в класа на Стефан Сърчаджиев, но тъй като се налага да отбие военната си служба, при завръщането си в Театралното висше училище попада в класа на професор Боян Дановски.
След дипломирането си е изпратен по разпределение в Драматичен театър „Сава Доброплодни“ Силистра, където професионалният му дебют е с ролята на Богдан в спектакъла „Всяка есенна вечер“ от Иван Пейчев. След това за малко играе Драматичен театър „Йордан Йовков“ Толбухин, а от 1963 година става част от трупата на Народен театър за младежта, където работи цели 43 сезона. 
Първата му роля на софийска сцена е на Капитан Естанислао Браво в „Почивка в Арко Ирис“ от Димитър Димов, където успешно си партнира с актрисата Виолета Минкова. В Младежкия театър Несторов е имал възможността да работи с режисьори като Младен Киселов, който му поверява ролята на Тригорин в „Чайка“ от А. П. Чехов и Андрей Аврамов в постановката му „Случайната смърт на един анархист“ от Дарио Фо, където влиза в образа на Началник на полицията. Самият Несторов обаче, споделя че е имал възможността да си партнира с редица творци, но за него един „от най-търсещите и провокативни режисьори, с които е имал възможността да работи е Николай Люцканов“. Незабравима за него остава съвместната им работа над спектакъла „Завръщане в бъдещето“ от Кольо Георгиев, където актьорът влиза в кожата на Капитан Контев.
Въпреки че Иван Несторов вече не е част от постоянната трупа на Младежки театър „Николай Бинев“, актьорът не се отказва от сцената. За последно в родния театър се превъплъщава в образите на Дядото в мюзикъла „Копче за сън“ от Валери Петров, реж. Иван Урумов и на Телегин във „Вуйчо Ваньо“ от Антон Павлович Чехов на Стефан Мавродиев. Също така през 2011 излезе и премиерата на моноспектакъла му „Сибир“ от Феликс Митерер с режисьор Веселин Димов, на сцена на IV етаж в Народен театър „Иван Вазов“.
Несторов е семеен и има дъщеря Мила.

### Театрални роли
- Гуидо („Херцогинята на Падуа“ – О. Уайлд)
- АБ („Дамоклев меч“ – Н. Хикмет)
- Васил („Усилие“ – Н. Русев)
- Капитан Браво („Почивка в Арко Ирис“ – Д. Димов)
- Васил („Изпити“ – Др. Асенов)
- Капитан Контев („Завръщане към бъдещето“ – К. Георгиев)
- Чарлз Форчайлд („Човекът си е човек“ – Б. Брехт)
- Тригорин („Чайка“ – А. П. Чехов)
- Петручио („Укротяване на опърничавата“ – У. Шекспир)
- Дон Силвестър („Светът е малък“ – Ив. Радоев)
- Граф Орсини („Амадеус“ – П. Шафър)
- Майор („Параграф 22“ – Д. Хелър)
- Мистър Бъмбъл („Оливър“ – Л. Барт)
- Ангел („Магия’ 82“ – Б. Папазов)
- Карски („Мръсни ръце“ – Ж.-П. Сартър)
- Панталоне („Любовта към трите портокала“ – К. Гоци)
- Фортинбрас („Аз, Фортинбрас“ – Я. Гловацки)
- Мавродий („Разкош от мизерия“ – Р. Младенов)
- Началник на полицията („Случайната смърт на един анархист“ – Д. Фо)
- Грейбик („Амадеус“ – П. Шафър), Дядото („Копче за сън“ – В. Петров)
- Дядото („Копче за сън“ – В. Петров)
- Телегин („Вуйчо Ваньо“ – А. П. Чехов)
- „Сибир“ от Феликс Митерер – моно спектакъл

## Телевизионен театър
- „Летен сезон“ (1988) (Валери Кахачев)
- „Историята на един кон (Холстомер)“ (1985) (от Лев Толстой, реж. Вили Цанков)
- „Червено и кафяво“ (1982) (Иван Радоев)
- „Испанци в Дания“ (1982) (Проспер Мериме)
- „Сократ“ (1980) (Едвард Радзински)
- „Юни, началото на лятото“ (1980) (Юлиус Ядлис)
- „Дом в покрайнините“ (Алексей Арбузов) (1978)
- „Левски“ (1977) (от Васил Мирчовски, реж. Гертруда Луканова)
- „Свирач на флейта“ (1970) (Йордан Йовков)
- „Сред героите на Йовков“ (1970) (Йордан Йовков)
- „Светът е малък“ (1968) (Иван Радоев)
- „Операция Вега“ (1967) (Фридрих Дюренмат)
- „Тънка нишка“ (1967) (Андрей Яковлев и Яков Наумов), 2 части
- „Болничната стая“ (1964)

## Филмография
| Година           | Филми и Сериали                                  | Серии  | Копродукции        | Роля                                                              |
| ---------------- | ------------------------------------------------ | ------ | ------------------ | ----------------------------------------------------------------- |
| 2018             | Обичам те, Бойдин                                |        |                    | дядото                                                            |
| 2014             | На границата (тв сериал)                         | 6      |                    |                                                                   |
| 2007             | Приключенията на един Арлекин (тв сериал)        | 4      |                    | (в серия: IV)                                                     |
| 2006             | Маймуни през зимата                              |        | България/Германия  | доктора                                                           |
| 2003             | Ад („In Hell“)                                   |        | САЩ                | Саймън Флетчър                                                    |
| 2003             | Аз съм Дейвид („I Am David“)                     |        | САЩ/Великобритания | швейцарски полицай                                                |
| 2002             | „Папа Джовани“ („Papa Giovanni – Ioannes XXIII“) |        | Италия             | церемониалмайстор                                                 |
| 2001             | Печалбата                                        |        |                    | чичо Мишо, бащата на Къри                                         |
| 1999, 2000, 2010 | Клиника на третия етаж (тв сериал)               | 35     |                    | (в 1 серия: XIV)                                                  |
| 1999             | Дунав мост (тв сериал)                           | 7      |                    | хирург                                                            |
| 1996             | Закъсняло пълнолуние                             |        | България/Унгария   | Мони, приятелят от Америка                                        |
| 1992             | Аритмия                                          |        |                    |                                                                   |
| 1990             | Омагьосаният замък                               |        |                    | малкият брат                                                      |
| 1988-1989        | Бащи и синове (тв сериал)                        | 5      |                    | следовател                                                        |
| 1988             | Вечери в Антимовския хан (тв сериал)             | 2      |                    | бай Матаке                                                        |
| 1988             | Магия’82                                         |        |                    | Ангел                                                             |
| 1988             | Пролетна песен                                   |        |                    |                                                                   |
| 1987             | Петък вечер                                      |        |                    | Хлебаров, съпругът на Екатерина                                   |
| 1987             | Чичо кръстник                                    |        |                    |                                                                   |
| 1987             | Един ден на доктор Андронова                     |        |                    | професорът                                                        |
| 1986             | Делници и празници                               | 4 нов. |                    |                                                                   |
| 1986             | Кучето и влюбените                               |        |                    | гостът от града                                                   |
| 1986             | Три Марии и Иван                                 |        |                    |                                                                   |
| 1986             | Ешелоните                                        |        |                    |                                                                   |
| 1986             | Място под слънцето                               |        |                    |                                                                   |
| 1986             | Делници и празници                               | 5 нов. |                    | бояджията Ставри (в V серия: „Бъдна нощ“)                         |
| 1985             | Забравете този случай                            |        |                    | инженер Христов                                                   |
| 1984             | Мечтание съм аз... (тв)                          |        |                    |                                                                   |
| 1984             | Кутията на Пандора (тв)                          |        |                    | Колката                                                           |
| 1981             | Игра с огъня                                     |        |                    | околийският началник                                              |
| 1981             | Капитан Петко войвода (тв сериал)                | 12     |                    | доктор Димитрис (в IV серия: „Хайдушки данък“)                    |
| 1982             | Ударът                                           |        |                    | Вергил Димов                                                      |
| 1980             | Приключенията на Авакум Захов (тв сериал)        | 6      |                    | Матей Калудиев (в 2 серии: I и II)                                |
| 1979             | Като белязани атоми                              |        |                    | кантонерът Пешо                                                   |
| 1978             | По дирята на безследно изчезналите (тв сериал)   | 4      |                    |                                                                   |
| 1977             | Петимата от РМС                                  | 5      |                    | бащата на Малчика (в 1 серия: III)                                |
| 1977-1982        | Четвъртото измерение (тв сериал)                 | 6      |                    | Шишков                                                            |
| 1976             | Допълнение към Закона за защита на държавата     |        |                    | Фридман                                                           |
| 1976             | Самодивско хоро                                  |        |                    | Гутев, председателят на комисията                                 |
| 1976             | Катина                                           |        |                    |                                                                   |
| 1975             | Присъствие                                       |        |                    |                                                                   |
| 1974             | Иван Кондарев                                    | 2      |                    |                                                                   |
| 1974             | Зарево над Драва                                 | 2      |                    |                                                                   |
| 1973             | Игрек 17                                         |        |                    | Боян                                                              |
| 1972             | Автостоп                                         |        |                    | шампионът                                                         |
| 1972             | Кръгове на обичта                                |        |                    | Йордан                                                            |
| 1971             | Герловска история                                |        |                    | бай Петър Чобана                                                  |
| 1970             | Петимата от „Моби Дик“                           |        |                    | диверсант                                                         |
| 1970             | Не се обръщай назад                              |        |                    |                                                                   |
| 1969-1971        | На всеки километър (тв сериал)                   | 26     |                    | сътрудник на Форд Сидни (в 2 серии: VI: „Осем без десет“ и XXIII) |
| 1968             | Свобода или смърт                                |        |                    | знаменосецът                                                      |
| 1967             | Завръщане                                        |        |                    |                                                                   |
| 1966             | Семейство Калинкови (тв сериал)                  | 12     |                    | Радослав, съпругът на Олга                                        |